# 蘇梅 (烏克蘭)

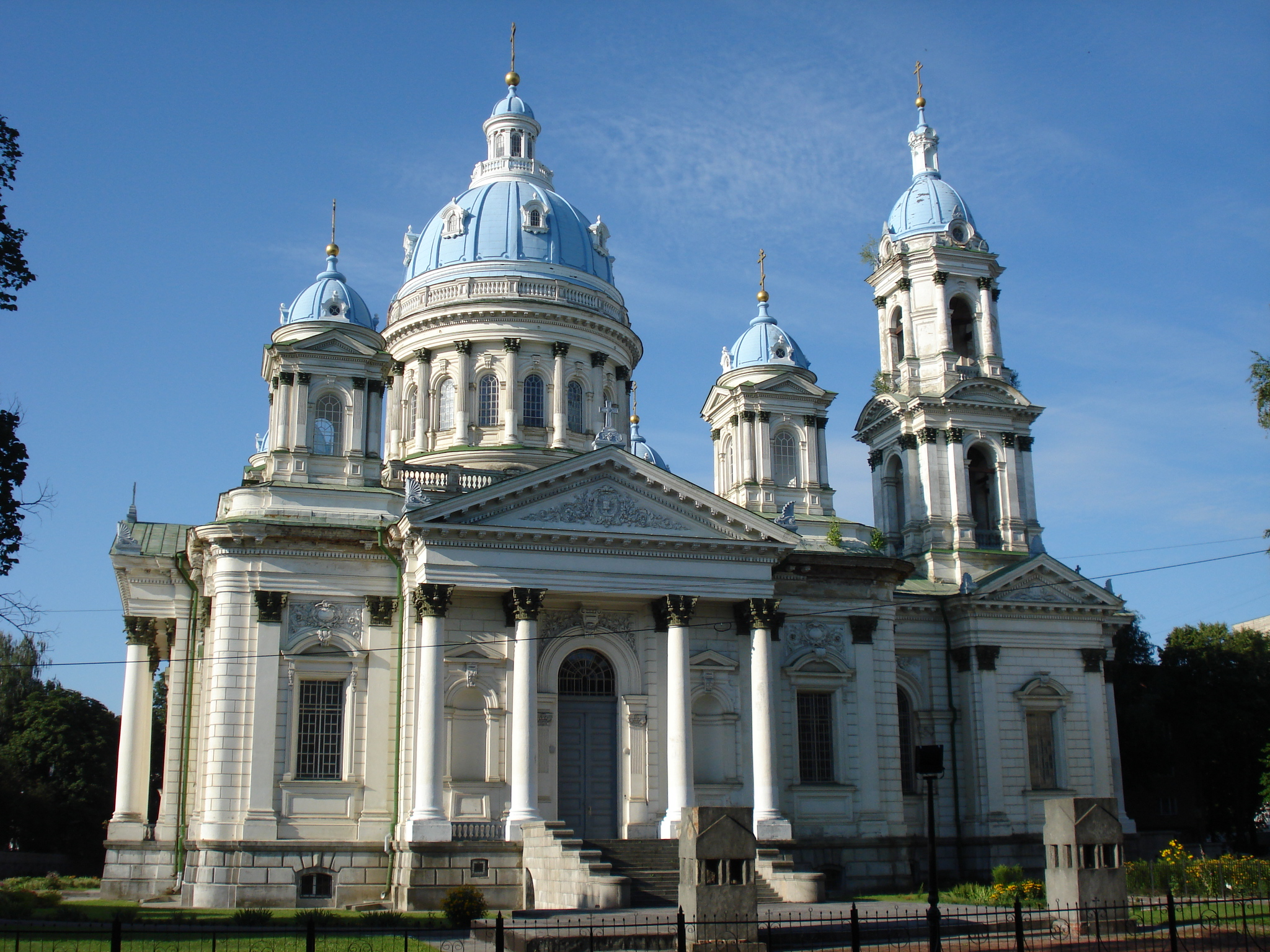
蘇梅聖三一教堂

蘇梅（烏克蘭語：Суми，羅馬化：Sumy，發音：[ˈsumɪ] ⓘ）是烏克蘭的城市，也是蘇梅州的首府，位於該國北部的普肖爾河畔，始建於1652年，面積145平方公里，2012年人口256,537，居民主要信奉基督教。

## 歷史

### 2022年俄羅斯入侵烏克蘭
2022年2月24日，俄羅斯入侵烏克蘭，蘇梅爆發戰鬥。4月4日，俄羅斯軍隊撤出蘇梅周邊區域。

## 外部連結
- （乌克兰語） Independent regional Web-portal （页面存档备份，存于） - news, features, entertainment & tourism info
- The Sumian Historical Web-Society（页面存档备份，存于）
- Portal Sumy - news, weather, calendar, map, ad （页面存档备份，存于）